# Bruen Stapleford
Bruen Stapleford – były civil parish w Anglii, w hrabstwie ceremonialnym Cheshire, w dystrykcie (unitary authority) Cheshire West and Chester, w civil parish Tarvin. W 2011 roku civil parish liczyła 186 mieszkańców.